# Заев, Зоран
Зоран Заев (макед. Зоран Заев; 8 октября 1974, Струмица, СР Македония, СФРЮ) — македонский политический и государственный деятель, премьер-министр Северной Македонии с 31 мая 2017 по 3 января 2020 года и с 31 августа 2020 по 16 января 2022 года.

## Биография
Зоран Заев родился 8 октября 1974 года в Струмице. Является членом партии СДСМ с 1996 года. Окончил экономический факультет в Университете Скопье, а затем получил степень магистра в области монетарной экономики в том же университете. Был избран председателем регионального отделения партии в Струмице. Занимал должность вице-президента партии в 2006—2008 годах. Занимал должность мэра Струмицы в 2005—2016 годах. После ухода Бранко Црвенковского с поста лидера партии, он был избран лидером партии.
Исповедует православие.

### Премьер-министр
31 мая парламент Республики Македония проголосовал за Зорана Заева в качестве нового премьер-министра. За новое правительство проголосовали 62 из 120 депутатов. Во время своего выступления представил программу нового правительства, где вступление в НАТО и Европейский союз будет приоритетом. Также обещал покончить с коррупцией.
8 июня заявил, что готов к переименованию Республики Македония ради вступления страны в НАТО. На этом условии вступлении страны в Североатлантический альянс настаивает Греция, которая использует право вето на присоединение Республики Македония в НАТО.
7 января 2018 года Зоран Заев заявил, что верит в возможность решить спор с Грецией об именовании Республики Македонии в первой половине 2018 года. Будущее своей страны Заев видит в Европейском союзе и НАТО. «Мы многонациональное государство, все граждане имеют одинаковые права и согласны, что наше будущее — это вступление в ЕС и в НАТО» — сказал он.
11 января 2019 года состоялось решающее голосование депутатов парламента Республики Македонии по изменению названия страны. 81 депутат (при минимально необходимых 80) из 120 поддержал соответствующие поправки в конституцию. Для вступления соглашения в силу его должен ратифицировать простым большинством греческий парламент.
25 января 2019 года парламент Греции ратифицировал соглашение об изменении названия Республики Македонии, за такое соглашение проголосовало 153 депутата (из 151 необходимых), против соглашения было 146 депутатов. Теперь Республика Македония будет именоваться Республика Северная Македония.
9 июля 2019 года была опубликована запись разговора с российскими пранкерами Вованом и Лексусом, в которой Заев согласился дать взятку патриарху Варфоломею в размере 100 тысяч евро для получения автокефалии Македонской православной церкви. Заев подтвердил факт разговора, но заявил, что запись была смонтирована.
3 января 2020 года Заев подал в отставку из-за договорённости лидеров ведущих партий Македонии о проведении внеочередных выборов, так как Македония вновь не получила дату переговоров о членстве в Евросоюзе. Президент Стево Пендаровский проинформировал спикера парламента Талата Джафери о необходимости формирования нового кабинета. Было объявлено, что выборов в апреле управлять страной будет «служебный кабинет» во главе с бывшим министром внутренних дел Оливером Спасовским.
После проведения выборов Заев в конце лета вновь возглавил правительство страны.
31 октября 2021 года, вскоре после объявления результатов местных выборов в Скопье, Зоран Заев объявил, что уходит с поста премьер-министра Северной Македонии и президента СДСМ. 23 декабря Собрание Северной Македонии одобрило отставку Заева, что привело через три недели к роспуску всего правительства и избранию нового правительства. 27 декабря Димитар Ковачевский был «избран для формирования мандата на формирование правительства».